# 官阳镇
官阳镇，是中华人民共和国重庆市巫山县下辖的一个乡镇级行政单位。

## 行政区划
官阳镇下辖以下地区：
三星社区、三合村、老鹰村、芹菜村、麻林村、雪马村、金顶村、八树村、梨坪村、后乡村、三岔村、鸦鹊村、新民村和金龙村。